# Glücksbrunner Werke
Als Glücksbrunner Werke wird eine weilerartige Kleinsiedlung am Rande des Thüringer Waldes im Wartburgkreis in Thüringen bezeichnet. Sie gehört zum Ortsteil Schweina der Stadt Bad Liebenstein.
Der Ortsteil befindet sich etwa drei Kilometer westlich von Schweina an der Landesstraße L 1126.

## Geschichte
Im 13. Jahrhundert zählte der Hof Walpolderoda zum Burgbezirk der Burg Frankenstein. Walpolderoda wurde von den Frankensteiner Grafen dem Kloster Allendorf geschenkt. Zum Grundbesitz dieses ehemals freien Hofes gehörte auch Splitterbesitz in der Umgebung von Steinbach und Schweina. Nach dem Untergang des Klosters im Bauernkrieg gelangte das Gehöft an Klaus Johnbach, der den Hof 1588 an den adeligen Gerichtsherren Hans Hund von Wenckheim (jun.) weiterverkaufte. Noch 150 bestand der Ort als landwirtschaftlicher Gutshof.
Schloss Glücksbrunn in Schweina wurde im Auftrag von Hofrat Johannes Trier im Jahr 1703 errichtet. Mit dem von Trier finanzierten Beginn des Abbaus von Kobalterzen im Schweinaer Bergbaurevier entstand auf dem Walpolderodaer Grund 1714 das neue Blaufarbenwerk an der Gumpelstädter Straße, dem der heutige Ortsteil seinen Namen verdankt. Noch 1754 sind 23 Bergbaugruben nachweisbar, die das Werk belieferten. Der drohende Niedergang des Kobalt- und Kupferbergbaus wurde mehrfach durch neue Investoren verzögert, doch 1908 musste nach 500 Jahren der Bergbau wegen Erschöpfung der Lagerstätten endgültig eingestellt werden.
Die ehemaligen Werksgebäude erhielten eine neue Bestimmung, an der Straße siedelten sich später einige Arbeiter an, so entstand eine weilerartige Siedlung.
Im Juni 2009 lebten 16 Einwohner im Ortsteil.